# Терещенко Катерина Олександрівна
Катерина Олександрівна Терещенко (* 10 травня 1989, Біла Церква) — українська естрадна співачка, авторка-виконавиця, педагогиня естрадного вокалу. Володарка гран-прі конкурсу «Молода Галичина» (2007). Лауреатка міжнародних і українських конкурсів.

## Життєпис
Вчилася у навчально-виховному комплексі «Свічадо» (1995—2004), музичних школах № 1 (2002—2003) і № 5 (2003—2005) міста Білої Церкви.
Вищу освіту здобувала у Київській Муніципальній академії естрадного та циркового мистецтв за спеціальністю «артист-вокаліст, соліст естради» (2005—2009) і Національній академії керівних кадрів культури і мистецтв за спеціальністю «Артист- вокаліст, соліст вокального ансамблю» (2010—2012). Також у 2021 році з відзнакою закінчила Національну академію керівних кадрів культури і мистецтв за спеціальністю «Музичне мистецтво».
Одружена, у 2014 році народила сина Артема.

## Творчість
Виступала солісткою в театрі «Новий», Біла Церква (2004—2005), ансамблі МВС України (2008—2009), театрі Павла Зіброва (2008—2013).

## Педагогічна діяльність
Викладала вокал у продюсерських центрах Наталії Єфіменко (2009—2010), «Bit Music» (2011—2012), естрадне мистецтво в Академії мистецтв імені Павла Чубинського (2012—2013).
В 2013 заснувала школу вокалу «Wow voice» в Пхукеті (Таїланд), де викладала вокал до 2019.

## Відзнаки
Має понад 40 відзнак, серед яких:
- 2005 — гран-прі «Різдвяна зіронька» м. Біла Церква
- 2007 — гран-прі міжнародного конкурсу «Молода Галичина», м. Новояворівськ[3][4]
- 2007 — лауреатка міжнародного конкурсу «Bengio festival» Benevento, Italy — спеціальна премія за акторство і найкращу інтерпретацію української пісні.[5][6]
- 2007 — учасниця святкового прийому в Президента України до дня Святого Миколая на честь талановитих дітей України, які внесли вклад у зміцнення іміджу держави, як талановита виконавиця, яка популяризує українську культуру в Європі.[7]
- 2008 — перша премія конкурсу «Київщина молода», м. Богуслав
- 2008 — лауреатка конкурсу «Пісенний вернісаж», м. Київ
- 2010 — лауреатка (спеціальна премія) міжнародного конкурсу «Кришталевий лелека» Молдова, м. Бєльці